# نبات جرس السيدة اليابانية
ادينوفورا ترايفيلا، المعروف أيضًا باسم جرس السيدة اليابانية، هو واحد من 62 نوعًا من ادينوفورا. وهو نبات مزهر من عائلة الجريسية وينتشر بشكل رئيسي في شبه الجزيرة الكورية واليابان والصين.

## علم البيئة

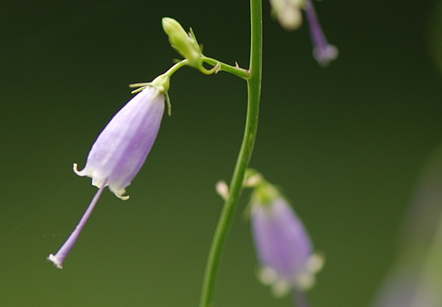
زهور أدينوفورا تريفيلا

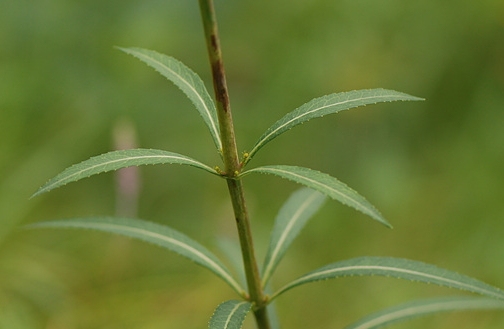
جذع وأوراق أدينوفورا تريفيلا

ادينوفورا ترافيلا هو نبات عشبي دائم ينمو إلى حد 100 سنتيمتر (39 بوصة). له جذر أبيض وسميك، يشبه شكل الجزرة، ويبلغ قطره 7-16 × 1.5-1.8 سم. ينبع هو طيار أبيض مع أوراق مرتبة بالتناوب. لها أوراق بيضاوية، مستديرة تقريبًا، مسننة تنمو إلى 10 سنتيمتر (3.9 بوصة). تبلغ طول أزهارها حوالي 13 مليمتر (0.51 بوصة)   - 22 مليمتر (0.87 بوصة) ولديها أعضاء من التذكير والتئنيث (خنثى)، لكل منها 5 أسدية ومدقة (الرأس الطويل من المدقة يعلق الزهرة). تلقح الزهور عن طريق الحشرات. تكون البذور ذات لون أصفر-بني ومستطيلة مضغوطة قليلاً، ويبلغ طولها 1 مليمتر (0.039 بوصة)-1.5 مليمتر (0.059 بوصة).
- الموطن: مناطق عشبية في الأراضي المنخفضة والجبال.
- مناسبة ل: الأماكن العشبية في الأراضي المنخفضة والجبال مع تربة طينية.
- التوزيع: كوريا، اليابان، الصين، لاوس، روسيا (الشرق الأقصى، شرق سيبيريا)، فيتنام.

## تفاصيل الزراعة
تنمو النبتة بشكل جيد في الإماكن الدافئة والمشمسة أو مظللة قليلاً، ولكن لا يمكن أن تنمو في الظل الكامل وتحتاج إلى تربة قلوية رطبة قليلاً أو تربة خثية. ومن الصعب أن تحمل درجة حرارة −20 °م (−4 °ف). من المعروف أن الرخويات تدمر نمو النباتات الصغيرة أو حتى النباتات الناضجة.

## انتشار
تنمو بشكل طبيعي في الجبال والمروج، ولكن يمكن ان تزرع أيضًا. يمكن أن تزرع البذرة في الربيع وتنبت خلال 1-3 أشهر. في ذلك الوقت، تحتاج إلى درجة حرارة حوالي 10 °م (50 °ف). يمكن زراعتها في مواقع دائمة أثناء صغرها.

## المكونات الكيميائية
تحتوي جذورها على مركبات كيميائية هي السابونين والتربترين.  

## الطب التقليدي
في كوريا، تستخدم بشكل تقليدي لعلاج البلغم والسعال ونزلة الشعب الهوائية. ويعتقد أن لها تأثيرات مضاد للفطريات، مقشع.